# Miguel Mínguez

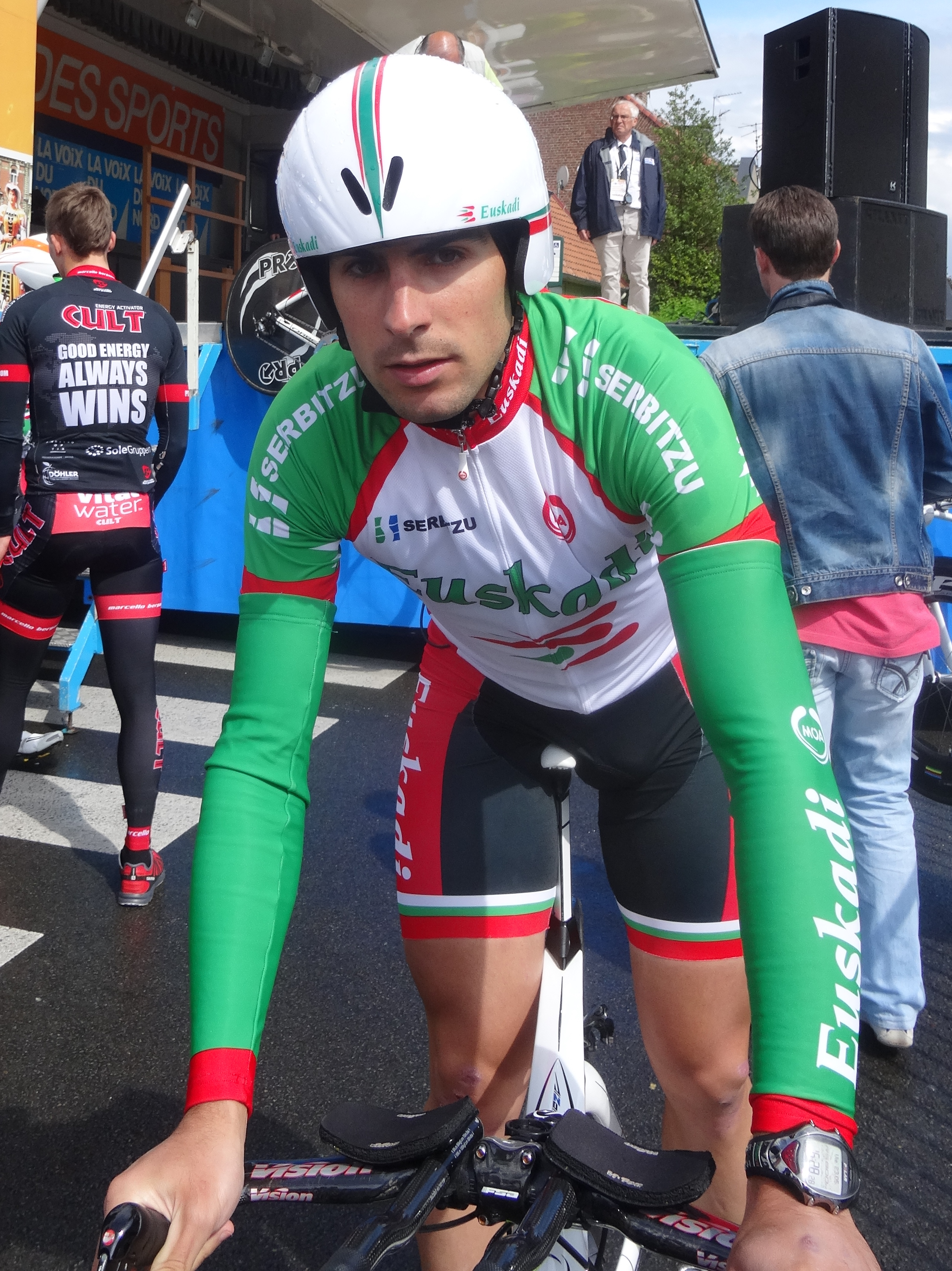
Miguel Mínguez (2014)

Miguel Mínguez Ayala (* 30. August 1988 in Bilbao) ist ein ehemaliger spanischer Radrennfahrer.
Miguel Mínguez begann seine internationale Karriere 2008 bei dem spanischen Continental Team Orbea-Oreka S.D.A. In seinem ersten Jahr bei Orbea gewann er mit seinem Team das Auftakt-Mannschaftszeitfahren der Vuelta Ciclista a Navarra in Pitillas. Von 2010 bis 2013 fuhr Mínguez für das spanische ProTeam Euskaltel-Euskadi. Er beendete seine Laufbahn nach der Saison 2014 beim Team Euskadi.

## Erfolge
2008
- Mannschaftszeitfahren Vuelta Ciclista a Navarra

## Grand Tour-Platzierungen
| Grand Tour            | 2011 | 2012 | 2013 | 2014 |
| --------------------- | ---- | ---- | ---- | ---- |
| Giro d’ItaliaGiro     | 134  | 157  | 166  | −    |
| Tour de FranceTour    | −    | −    | −    | −    |
| Vuelta a EspañaVuelta | −    | −    | −    | −    |

## Teams
- 2008 Orbea-Oreka S.D.A.
- 2009 Orbea
- 2010 Euskaltel-Euskadi
- 2011 Euskaltel-Euskadi
- 2012 Euskaltel-Euskadi
- 2013 Euskaltel Euskadi
- 2014 Euskadi